# Nati nel 1786
| Questa pagina contiene informazioni ricavate automaticamente dalle voci biografiche con l'ausilio del template Bio e di un bot. L'aggiornamento è periodico e automatico e ricostruisce completamente la pagina. Se manca una persona in questa lista, sei pregato di non aggiungerla, ma accertati piuttosto che la sua voce biografica contenga il template Bio e che i dati anagrafici siano correttamente compilati. Se il template Bio manca, inseriscilo tu stesso o, in alternativa, metti l'avviso {{tmp\|Bio}} che ne segnala la mancanza. Se i dati riportati sono sbagliati, correggi direttamente la voce biografica; le modifiche saranno visibili in questa lista entro pochi giorni. Per chiarimenti vedi il progetto biografie. La lista contiene solo le 235 persone che sono citate nell'enciclopedia e per le quali è stato implementato correttamente il template Bio. Pagina aggiornata al 26 giu 2025. |

## Gennaio(15)
- 1º gennaio - Antonio Cattaneo, pubblicista e divulgatore scientifico italiano († 1845)
- 1º gennaio - Dixon Denham, militare e esploratore inglese († 1828)
- 2 gennaio - Prospero Minghetti, pittore italiano († 1853)
- 5 gennaio - Vincenzo Borelli, patriota italiano († 1831)
- 5 gennaio - Thomas Nuttall, botanico e zoologo britannico († 1859)
- 6 gennaio - Francesco Zunini, politico italiano († 1859)
- 6 gennaio - Gaspare del Bufalo, presbitero, predicatore e missionario italiano († 1837)
- 10 gennaio - Aleksandr Ivanovič Černyšëv, generale, diplomatico e politico russo († 1857)
- 13 gennaio - Philippe-Jacques van Bree, pittore belga († 1871)
- 15 gennaio - Jean Alaux, pittore francese († 1864)
- 17 gennaio - Ana María de Huarte y Muñiz, sovrana messicana († 1861)
- 23 gennaio - Auguste de Montferrand, architetto francese († 1858)
- 26 gennaio - Benjamin Robert Haydon, pittore britannico († 1846)
- 28 gennaio - Carlo Maria Viganoni, pittore italiano († 1839)
- 28 gennaio - Nathaniel Wallich, medico e botanico danese († 1854)

## Febbraio(9)
- 2 febbraio - Jacques Philippe Marie Binet, matematico e astronomo francese († 1856)
- 2 febbraio - Ignaz Bernhard Mauermann, vescovo cattolico tedesco († 1841)
- 3 febbraio - Carlo Sereni, ingegnere e matematico italiano († 1868)
- 4 febbraio - Marija Pavlovna Romanova, nobile russa († 1859)
- 8 febbraio - Angelo Antonio Scotti, paleografo, bibliotecario e arcivescovo cattolico italiano († 1845)
- 17 febbraio - Anna Mignani, pittrice italiana († 1846)
- 24 febbraio - Wilhelm Grimm, filologo, linguista e scrittore tedesco († 1859)
- 26 febbraio - François Arago, matematico, fisico e astronomo francese († 1853)
- 26 febbraio - Madame Saqui, circense, danzatrice e attrice francese († 1866)

## Marzo(18)
- 1º marzo - Franz von Pillersdorf, politico e diplomatico ceco († 1862)
- 2 marzo - Thomas Telfair, politico statunitense († 1818)
- 4 marzo - Agostina d'Aragona, patriota spagnola († 1857)
- 4 marzo - Alfred Wojciech Potocki, nobile e politico polacco († 1862)
- 4 marzo - Amédée Despans-Cubières, generale francese († 1853)
- 6 marzo - Charles John Napier, ammiraglio britannico († 1860)
- 8 marzo - Ulisse d'Arco Ferrari, militare italiano († 1869)
- 10 marzo - José María Vargas, politico venezuelano († 1854)
- 13 marzo - Francisco Ramírez, militare argentino († 1821)
- 14 marzo - Domenico Maria Lo Jacono, vescovo cattolico italiano († 1860)
- 17 marzo - Giuseppe Manno, magistrato, politico e storico italiano († 1868)
- 17 marzo - Fiorentino di Salm-Salm, principe tedesco († 1846)
- 19 marzo - Karl Jakob Theodor Leybold, pittore austriaco († 1844)
- 20 marzo - Adrien-Hubert Brué, esploratore e cartografo francese († 1832)
- 25 marzo - Giovanni Battista Amici, ingegnere, matematico e fisico italiano († 1863)
- 25 marzo - Angiolo Nespoli, medico italiano († 1839)
- 26 marzo - Leopold von Lützow, generale prussiano († 1844)
- 31 marzo - Louis Vicat, ingegnere francese († 1861)

## Aprile(15)
- 2 aprile - Luigi Brandani, fantino italiano († 1843)
- 3 aprile - Roberto de Sauget, politico e militare italiano († 1872)
- 6 aprile - František Pištěk, arcivescovo cattolico ceco († 1846)
- 6 aprile - Michele Taffini d'Acceglio, generale italiano († 1872)
- 7 aprile - Giulio Boninsegni, presbitero, storico e diplomatico italiano († 1857)
- 7 aprile - William R. King, politico statunitense († 1853)
- 7 aprile - William Light, militare britannico († 1839)
- 10 aprile - Louis Albert Necker, geografo e alpinista svizzero († 1861)
- 16 aprile - Albrecht Adam, pittore, incisore e litografo tedesco († 1862)
- 16 aprile - John Franklin, ufficiale, esploratore e scrittore britannico († 1847)
- 17 aprile - Charles de la Bédoyère, generale francese († 1815)
- 20 aprile - Marc Seguin, ingegnere francese († 1875)
- 22 aprile - György Majláth, nobile e politico ungherese († 1861)
- 24 aprile - Sophonisba Angusciola Peale, ornitologa e artista statunitense († 1859)
- 26 aprile - Louis De Potter, scrittore e politico belga († 1859)

## Maggio(22)
- 1º maggio - Jacob Best, imprenditore tedesco († 1861)
- 3 maggio - Giuseppe Benedetto Cottolengo, presbitero italiano († 1842)
- 6 maggio - Karl Ludwig Börne, scrittore tedesco († 1837)
- 8 maggio - Thomas Hancock, inventore britannico († 1865)
- 8 maggio - Giovanni Maria Vianney, presbitero francese († 1859)
- 10 maggio - Paolo III Antonio Esterházy di Galantha, nobile, politico e diplomatico ungherese († 1866)
- 11 maggio - William Glass, militare britannico († 1853)
- 13 maggio - William Farren, attore teatrale inglese († 1861)
- 15 maggio - Gregers Lundh, storico norvegese († 1836)
- 15 maggio - Antonio Mezzanotte, letterato e scrittore italiano († 1857)
- 15 maggio - Dimitrios Plapoutas, generale greco († 1864)
- 19 maggio - Muhammad Said Khan, principe indiano († 1855)
- 21 maggio - Karl Friedrich von Klöden, educatore, geografo e storico tedesco († 1856)
- 22 maggio - Francesco Paolo Bozzelli, giurista, filosofo e politico italiano († 1864)
- 22 maggio - Antonio Brignole Sale, politico e diplomatico italiano († 1863)
- 22 maggio - Costanza Moscheni, poetessa italiana († 1831)
- 22 maggio - Arthur Tappan, imprenditore e filantropo statunitense († 1865)
- 23 maggio - Samuel Ward King, politico statunitense († 1851)
- 23 maggio - Adam Reviczky von Revisnye, diplomatico, politico e nobile austriaco († 1862)
- 24 maggio - Francesco Mondini, medico e anatomista italiano († 1844)
- 28 maggio - Louis McLane, politico e avvocato statunitense († 1857)
- 30 maggio - András Fáy, poeta ungherese († 1864)

## Giugno(21)
- 1º giugno - Solomon Judah Loeb Rapoport, rabbino austriaco († 1867)
- 4 giugno - George Pollock, I baronetto, ufficiale britannico († 1872)
- 5 giugno - Felice Regano, arcivescovo cattolico italiano († 1861)
- 5 giugno - Antonino Maria Stromillo, vescovo cattolico italiano († 1858)
- 8 giugno - José Ferreira Borges, giurista e politico portoghese († 1838)
- 8 giugno - Carlo II di Baden, sovrano tedesco († 1818)
- 8 giugno - Manley Hall Dixon, ammiraglio britannico († 1864)
- 11 giugno - Philipp Jakob Cretzschmar, ornitologo e zoologo tedesco († 1845)
- 13 giugno - Winfield Scott, generale statunitense († 1866)
- 18 giugno - Pietro Carlo di Borbone-Spagna, nobile spagnolo († 1812)
- 20 giugno - Marceline Desbordes-Valmore, poetessa, scrittrice e attrice teatrale francese († 1859)
- 21 giugno - Luigi Provana di Collegno, politico italiano († 1861)
- 21 giugno - Karl von Reyher, generale prussiano († 1857)
- 23 giugno - Giovanni Francesco Boccaccini, pittore e decoratore italiano († 1877)
- 25 giugno - Giovanni Battista Naselli, arcivescovo cattolico italiano († 1870)
- 25 giugno - Paku Alam II, sovrano indonesiano († 1858)
- 26 giugno - Sunthorn Phu, poeta thailandese († 1855)
- 27 giugno - Juliette Colbert, filantropa francese († 1864)
- 27 giugno - John Cam Hobhouse, politico inglese († 1869)
- 29 giugno - Pedro Juan Caballero, politico paraguaiano († 1821)
- 29 giugno - Alexandre Pierre Moline de Saint-Yon, generale, politico e scrittore francese († 1870)

## Luglio(12)
- 4 luglio - Giannandrea Romeo, patriota italiano († 1862)
- 6 luglio - Ferdinando Maestri, patriota e politico italiano († 1860)
- 8 luglio - Carl Friedrich von Ledebour, botanico tedesco († 1851)
- 8 luglio - Eugen Wratislaw von Mitrowitz, generale austriaco († 1867)
- 9 luglio - Rudolf Schadow, scultore tedesco († 1822)
- 9 luglio - Sofia Elena Beatrice di Borbone-Francia, nobile francese († 1787)
- 10 luglio - Jean Baptiste Desmazières, micologo francese († 1862)
- 18 luglio - Carolina Luisa di Sassonia-Weimar-Eisenach, principessa tedesca († 1816)
- 25 luglio - Otto Magnus von Stackelberg, archeologo tedesco († 1837)
- 30 luglio - Antonio Alessandrini, medico e veterinario italiano († 1861)
- 30 luglio - Georg Andreas Gabler, filosofo tedesco († 1853)
- 31 luglio - Pieter van Hanselaere, pittore belga († 1862)

## Agosto(21)
- 1º agosto - Pio Augusto in Baviera, principe tedesco († 1837)
- 3 agosto - Carlo Muletti, storico e scrittore italiano († 1869)
- 5 agosto - Felice Pastore, nobile italiano († 1862)
- 8 agosto - Bengt Erland Fogelberg, scultore svedese († 1854)
- 8 agosto - George Sutherland-Leveson-Gower, II duca di Sutherland, nobile e politico inglese († 1861)
- 10 agosto - Federico Guglielmo d'Assia-Philippsthal-Barchfeld, nobile († 1834)
- 13 agosto - Rocco Racchetti, letterato, scrittore e retore italiano († 1859)
- 15 agosto - Francesco Paternò Castello, nobile, politico e filantropo italiano († 1854)
- 17 agosto - Davy Crockett, militare e politico statunitense († 1836)
- 17 agosto - Vittoria di Sassonia-Coburgo-Saalfeld, nobildonna († 1861)
- 18 agosto - Otto Heinrich von Loeben, poeta e scrittore tedesco († 1825)
- 18 agosto - Jean Guillaume Auguste Lugol, medico francese († 1856)
- 20 agosto - Antonio Gandini, compositore italiano († 1842)
- 20 agosto - José Joaquín Prieto, generale e politico cileno († 1854)
- 25 agosto - Luigi Guglielmo Germi, politico italiano († 1870)
- 26 agosto - Felice Bellotti, scrittore, poeta e traduttore italiano († 1858)
- 27 agosto - Johannes Voigt, storico tedesco († 1863)
- 29 agosto - Luigi Picchianti, chitarrista e critico musicale italiano († 1864)
- 30 agosto - Carlo Antonio Litta Biumi, geografo italiano († 1858)
- 31 agosto - Michel Eugène Chevreul, chimico francese († 1889)
- 31 agosto - Tiberio Pacca, funzionario italiano († 1837)

## Settembre(17)
- 1º settembre - Wilhelm Gayling von Altheim, generale tedesco († 1861)
- 5 settembre - Sergej Semënovič Uvarov, politico e mineralogista russo († 1855)
- 9 settembre - Rosalie Rendu, religiosa francese († 1856)
- 10 settembre - Nicolás Bravo, politico messicano († 1854)
- 10 settembre - John Jordan Crittenden, politico statunitense († 1863)
- 11 settembre - Friedrich Kuhlau, compositore e pianista tedesco († 1832)
- 13 settembre - John England, vescovo cattolico irlandese († 1842)
- 18 settembre - Cristiano VIII di Danimarca, re († 1848)
- 18 settembre - Justinus Kerner, scrittore, poeta e medico tedesco († 1862)
- 19 settembre - Bernardino Bertini, politico italiano († 1857)
- 20 settembre - Franz Passow, filologo classico, grecista e lessicografo tedesco († 1833)
- 24 settembre - Granville Waldegrave, II barone Radstock, ammiraglio inglese († 1857)
- 26 settembre - Horace Hayman Wilson, orientalista e numismatico inglese († 1860)
- 27 settembre - Abraam Firkovič, rabbino, scrittore e archeologo russo († 1874)
- 28 settembre - Vasilij Ivanovič Ladomirskij, ufficiale e politico russo († 1847)
- 29 settembre - Guadalupe Victoria, politico e generale messicano († 1843)
- 29 settembre - Joachim von Münch-Bellinghausen, diplomatico austriaco († 1866)

## Ottobre(17)
- 6 ottobre - Claudio Gabriele de Launay, nobile, politico e patriota italiano († 1850)
- 7 ottobre - James Hamilton, visconte Hamilton, politico inglese († 1814)
- 7 ottobre - Louis-Joseph Papineau, politico canadese († 1871)
- 8 ottobre - Thomas Degeorge, pittore francese († 1854)
- 9 ottobre - Julien Guillemot, ufficiale francese († 1866)
- 10 ottobre - Josef von Kudler, economista e giurista austriaco († 1853)
- 11 ottobre - Jacques Etienne Gay, botanico francese († 1864)
- 14 ottobre - Julius Jacob von Haynau, generale austriaco († 1853)
- 15 ottobre - Giovanni Serafini, cardinale italiano († 1855)
- 15 ottobre - Jean Baptiste Vermay, pittore, architetto e scenografo francese († 1833)
- 17 ottobre - François-Édouard Picot, pittore e insegnante francese († 1868)
- 21 ottobre - John Conroy, militare irlandese († 1854)
- 21 ottobre - Louis-Isidore Duperrey, marinaio, esploratore e cartografo francese († 1865)
- 22 ottobre - Giuseppe Zacco, pittore italiano († 1834)
- 24 ottobre - Carlo Bartolomeo Bermondi, magistrato e politico italiano († 1855)
- 24 ottobre - Giovanni De Min, pittore e incisore italiano († 1859)
- 30 ottobre - Aleksej Fëdorovič Orlov, politico e generale russo († 1862)

## Novembre(19)
- 1º novembre - Mariquita Sánchez, patriota e attivista argentina († 1868)
- 2 novembre - Anne Knight, attivista inglese († 1862)
- 3 novembre - Ernst Friedrich Germar, entomologo e mineralogista tedesco († 1853)
- 4 novembre - Stratford Canning, I visconte di Stratford de Redcliffe, diplomatico e politico britannico († 1880)
- 7 novembre - Francisco Andrevi, musicista spagnolo († 1853)
- 7 novembre - Ekaterina Semёnovna Semёnova, attrice teatrale russa († 1849)
- 9 novembre - Pietro Bigaglia, vetraio italiano († 1876)
- 10 novembre - Traugott Faber, pittore, incisore e litografo tedesco († 1863)
- 10 novembre - Vicente Salvá, grammatico e editore spagnolo († 1849)
- 12 novembre - Gaetano Magnolfi, imprenditore e filantropo italiano († 1867)
- 17 novembre - Julien-Honoré-Germain d'Aubuisson, pittore francese († 1829)
- 18 novembre - Henry Rowley Bishop, compositore inglese († 1855)
- 18 novembre - Carl Maria von Weber, compositore, direttore d'orchestra e pianista tedesco († 1826)
- 19 novembre - Maria Elisabetta Renzi, religiosa italiana († 1859)
- 19 novembre - Friedrich von Gerok, teologo tedesco († 1865)
- 22 novembre - Estanislao López, militare e politico argentino († 1838)
- 25 novembre - Siegfried Bendixen, pittore e litografo tedesco († 1864)
- 26 novembre - José María Queipo de Llano, politico e storico spagnolo († 1843)
- 27 novembre - Jean-Hilaire Belloc, pittore francese († 1866)

## Dicembre(14)
- 3 dicembre - Robert Graham, medico e botanico britannico († 1845)
- 3 dicembre - Francesco Saverio da Camino, medico, chirurgo e patriota italiano († 1864)
- 7 dicembre - Maria Walewska, nobile polacca († 1817)
- 8 dicembre - Jean de Charpentier, geologo svizzero († 1855)
- 10 dicembre - William Schley, politico e imprenditore statunitense († 1858)
- 11 dicembre - William John Bankes, esploratore, egittologo e politico britannico († 1855)
- 12 dicembre - William L. Marcy, politico statunitense († 1857)
- 13 dicembre - Luigi Lechi, letterato e politico italiano († 1867)
- 13 dicembre - Miguel de la Torre, generale spagnolo († 1843)
- 16 dicembre - Carl Wilhelm Hahn, aracnologo, entomologo e ornitologo tedesco († 1835)
- 20 dicembre - Pietro Raimondi, compositore italiano († 1853)
- 24 dicembre - Gregor MacGregor, militare, avventuriero e truffatore britannico († 1845)
- 29 dicembre - Luigi Provana del Sabbione, storico e politico italiano († 1856)
- 30 dicembre - André Étienne d'Audebert de Férussac, naturalista e politico francese († 1836)

## Senza giorno specificato(35)
- Antonio Ambrosi, cantante lirico italiano
- Vincenzo Batelli, editore e tipografo italiano († 1858)
- Samuel Beazley, architetto, scrittore e drammaturgo inglese († 1851)
- Johanna van Beethoven, austriaca († 1868)
- Luigi Bolza, poliziotto italiano († 1874)
- Raimondo Butera, pittore italiano († 1842)
- Adolf Bäuerle, drammaturgo e giornalista austriaco († 1859)
- Aleksandre Ch'avch'avadze, poeta e generale georgiano († 1846)
- Giuseppe De Leva Gravina, presbitero, politico e patriota italiano († 1861)
- Gaetano Domenichini, pittore e incisore italiano († 1864)
- Wilhelm Gesenius, orientalista tedesco († 1842)
- Josephine Girardelli, circense e artista italiana († 1830)
- Alexandre-Charles Guillemot, pittore francese († 1831)
- William George Horner, matematico britannico († 1837)
- Antonio José de Irisarri, politico guatemalteco († 1868)
- Kim Chŏng-hui, calligrafo coreano († 1856)
- Utagawa Kunisada, disegnatore giapponese († 1865)
- Andreas Londos, militare e politico greco († 1846)
- Giuseppe Montani, saggista, critico letterario e editore italiano († 1833)
- Ivan Müller, clarinettista, compositore e inventore russo († 1854)
- Joseph Nicolas Nicollet, esploratore e matematico francese († 1843)
- Barry Edward O'Meara, chirurgo irlandese († 1836)
- Niccolò Paccanari, presbitero italiano († 1811)
- Santo Panario, pittore italiano († 1871)
- Eliezer Papo, rabbino ottomano († 1828)
- José Ignacio de Sanjinés, poeta e giurista boliviano († 1864)
- Giacomo Santarelli, architetto e ingegnere italiano († 1859)
- Antonio Solera, patriota, magistrato e avvocato italiano († 1848)
- Philip Taylor, ingegnere e imprenditore britannico († 1870)
- Ferdinando Troya, politico italiano († 1861)
- Guglielmo Walton, imprenditore e inventore britannico († 1873)
- Hans Thøger Winther, fotografo norvegese († 1851)
- Pedro Sainz de Andino, giurista spagnolo († 1863)
- Francisco de Lima e Silva, politico brasiliano († 1853)
- Mustafa ibn Mahmud, sovrano tunisino († 1837)